# Creoleon corsicus
Creoleon corsicus är en insektsart som först beskrevs av Hagen 1860.  Creoleon corsicus ingår i släktet Creoleon och familjen myrlejonsländor. Inga underarter finns listade i Catalogue of Life.